# 利比鎮區 (艾特金縣)
利比鎮區（Libby Township），美国明尼苏达州艾特金县的一个鎮區。总面积93.5平方公里，总人口45（2010年）。利比鎮區得名于19世纪的一位皮毛商人马克·利比（Mark Libby）。